# Gemeinde Mitrovica e Jugut
Die Gemeinde Mitrovica e Jugut (albanisch Komuna e Mitrovicës së Jugut, serbisch Општина Јужна Митровица Opština Južna Mitrovica) ist eine Gemeinde im Kosovo. Sie liegt im Bezirk Mitrovica. Der Verwaltungssitz liegt im mehrheitlich albanischsprachigen Südteil der Stadt Mitrovica.

## Geographie
Die Gemeinde Mitrovica befindet sich im Norden des Kosovo. Im Norden grenzt die Gemeinde an Leposavić und an Nord-Mitrovica, im Osten an Podujeva, im Süden an Vushtrria und im Westen an Skënderaj. Insgesamt befinden sich 46 Dörfer in der Gemeinde, ihre Fläche beträgt 350 km². Zusammen mit den Gemeinden Vushtrria, Skënderaj, Leposavić, Zubin Potok und Zvečan bildet sie den Bezirk Mitrovica.

## Bevölkerung
Die Volkszählung aus dem Jahr 2011 ergab für die Gemeinde Mitrovica e Jugut eine Einwohnerzahl von 71.909. 1 Hiervon waren 69.497 (96,65 %) Albaner, 647 Aschkali, 528 Roma, 518 Türken, 416 Bosniaken, 23 Goranen, 14 Serben und 6 Balkan-Ägypter.
71.422 deklarierten sich als Muslime, 42 als Katholiken, 11 als Orthodoxe, 199 gaben keine Antwort und 14 gaben keine Religionszugehörigkeit an.
| Zensus    | 1948   | 1953   | 1961   | 1971   | 1981   | 1991    | 2011     |
| --------- | ------ | ------ | ------ | ------ | ------ | ------- | -------- |
| Einwohner | 32.800 | 38.716 | 50.747 | 71.357 | 87.531 | 104.885 | 84.235 2 |

| Ethnie    | Albaner | Serben | Türken | Bosniaken | Roma | Aschkali | Goranen | Balkan-Ägypter | Andere | Unbekannt | Antwort verweigert |
| --------- | ------- | ------ | ------ | --------- | ---- | -------- | ------- | -------------- | ------ | --------- | ------------------ |
| Einwohner | 69.497  | 14     | 518    | 416       | 528  | 647      | 23      | 6              | 47     | 152       | 61                 |

| Religion  | Muslime | Orthodoxe | Katholiken | Konfessionslose | Andere | Unbekannt | Antwort verweigert |
| --------- | ------- | --------- | ---------- | --------------- | ------ | --------- | ------------------ |
| Einwohner | 71.422  | 11        | 42         | 14              | 30     | 191       | 199                |

## Orte
| Albanisch          | Serbisch           | Einwohnerzahl (Volkszählung 2011) |
| ------------------ | ------------------ | --------------------------------- |
| Bajgora            | Bajgora            | 1098                              |
| Barja              | Bare               | 841                               |
| Batahir            | Bataire            | 0                                 |
| Braboniq           | Brabonjić          | 1023                              |
| Dedia              | Dedinje            | 0                                 |
| Gushavc            | Gušavac            | 475                               |
| Kaçandoll          | Kačandol           | 119                               |
| Kçiq i Madh        | Veliki Kičić       | 3412                              |
| Kçiq i Vogël       | Malo Kičiće        | 1348                              |
| Kopriva            | Kopriva            | 55                                |
| Koshtova           | Košutovo           | 1702                              |
| Kovaçica           | Kovačica           | 27                                |
| Kutlloc            | Kutlovac           | 473                               |
| Lisica             | Lisica             | 519                               |
| Lushta             | Ljušta             | 637                               |
| Magjera            | Mađera             | 55                                |
| Mazhiq             | Mažić              | 253                               |
| Melenica           | Meljenica          | 475                               |
| Mitrovica          | Kosovska Mitrovica | 33904 1                           |
| Ofçar              | Ovčare             | 0                                 |
| Pirç               | Pirče              | 511                               |
| Rahova             | Orahovo            | 396                               |
| Rashan             | Rašane             | 364                               |
| Reka               | Reka               | 224                               |
| Rrëzhana           | Ržana              | 0                                 |
| Selac              | Seljance           | 164                               |
| Stantërg           | Stari Trg          | 1042                              |
| Strana             | Strana             | 0                                 |
| Suhodoll i Epërm   | Gornji Suvi Do     | 224                               |
| Suhodoll i Poshtëm | Donji Suvi Do      | 789                               |
| Svinjara           | Svinjare           | 567                               |
| Shipol             | Šipolje            | 4834                              |
| Shupkovc           | Šupkovac           | 1518                              |
| Tërstena           | Trstena            | 163                               |
| Tunel i Parë       | Prvi Tunel         | 1006                              |
| Vaganica           | Vaganica           | 2000                              |
| Vërbnica           | Vrbnica            | 313                               |
| Vidishiq           | Vidušic            | 249                               |
| Vidomiriq          | Vidomirić          | 195                               |
| Vinarca e Epërme   | Gornje Vinarce     | 362                               |
| Vinarca e Poshtme  | Donje Vinarce      | 959                               |
| Vllahia            | Vlahinje           | 271                               |
| Zabërgja           | Zabrđe             | 70                                |
| Zasella            | Zasela             | 791                               |
| Zijaça             | Zijača             | 17                                |
| Zhabar i Epërm     | Gornje Žabare      | 1070                              |
| Zhabar i Poshtëm   | Donje Žabare       | 7394                              |

## Politik
Die Bürgermeister der Gemeinde Mitrovica (bzw. später Mitrovica e Jugut) seit dem Jahr 2000 waren:
- 2000–2004: Faruk Spahija (LDK)
- 2004–2007: Mursel Ibrahimi (LDK)
- 2007–2009: Bajram Rexhepi (PDK)
- 2009–2013: Avni Kastrati (PDK)
- 2013–2021: Agim Bahtiri (AKR, später VV)
- seit 2021: Bedri Hamza (PDK)